# Kadadanakere, Hosadurga
Kadadanakere là một làng thuộc tehsil Hosadurga, huyện Chitradurga, bang Karnataka, Ấn Độ.